# Stefan Sixt
Stefan Sixt (* 26. Juli 1955 in München) ist ein deutscher Kulturmanager und Publizist, der sich für die zeitgenössische Tanzausbildung sowie für die Entwicklung institutioneller Strukturen für zeitgenössischen Tanz in Deutschland engagiert.

## Leben
Sixt zählte während der 1970er Jahre für knapp ein Jahrzehnt zu den weltweit erfolgreichsten Skiakrobaten, bevor er in München politische Wissenschaft studierte. Seit 1983 leitet er die Münchner Iwanson Schule zeitgenössischer Tanz, die sich unter seiner Ägide im Laufe von 2 Jahrzehnten zu einer der großen Institutionen für zeitgenössische Tanzausbildung in Europa entwickelte. 1987 trug er wesentlich zur Gründung der Münchner Choreografenvereinigung Tanztendenz München bei, zu deren Vorstand er über viele Jahre hin zählte. 1997 initiierte er gemeinsam mit Walter Heun die Gründung des Bayerischen Landesverbands für zeitgenössischen Tanz e.V. (BLZT), dessen Vorstand er bis heute angehört. 2007 gründete Sixt gemeinsam mit Jessica Iwanson die Iwanson-Sixt-Stiftung zeitgenössischer Tanz. Als Stiftungsvorstand agiert Sixt als Netzwerker für die Verbesserung der Situation des Tanznachwuchses sowie für die qualitative und strukturelle Weiterentwicklung der zeitgenössischen Tanzausbildung. Unter dem programmatischen Titel „Junger Tanz“ hat er in München u. a. mit dem Kulturreferat der Stadt, dem Staatstheater am Gärtnerplatz, der Gasteig München GmbH und der israelitischen Kultusgemeinde eine konzertierte Aktion zur Förderung des zeitgenössischen Tanznachwuchses ins Leben gerufen.
Neben Jugend- und Nachwuchsthemen engagiert Sixt sich in Fragen der sozialen Sicherheit für Tanzschaffende und entwickelte mit Unterstützung des BLZT und der Ständigen Konferenz Tanz in Kooperation mit der Versicherungswirtschaft das Projekt „Künstlerrente“ zur individuellen Altersvorsorge von Kunstschaffenden. In diesem Zusammenhang initiierte er 2011 die Gründung des Sozialverbundes der Kunst- und Kulturschaffenden e.V. (SKK), zu dessen Vorstand er gewählt wurde.
Seit 2003 publiziert Sixt regelmäßig in der Fachzeitschrift „dance for you magazine“. Neben allgemeiner Tanzberichterstattung aus der bayerischen Landeshauptstadt kommentiert er in der Kolumne „Stefan Sixt Spezial“  Situation und Arbeitsbedingungen im Bereich des zeitgenössischen Tanzes.
Im Sommer 2018 ist er als geschäftsführender Gesellschafter aus der Iwanson Schule zeitgenössischer Tanz ausgeschieden und widmet sich verstärkt seiner Arbeit als BLZT-Vorstand im Rahmen der Kulturpolitik. 2020 zunächst bei der Entwicklung von Corona-Hilfen in Kooperation mit dem Bayerischen Staatsministerium für Wissenschaft und Kunst sowie 2021/22 bei der Entwicklung einer Machbarkeitsstudie für ein Tanzhaus in München im Auftrag der Landeshauptstadt München.
2023 und 2024 referierte er als Gastdozent für den Deutschen Berufsverband für Tanzpädagogik (DBfT) im Rahmen des Projekts "Tanzpädagogisches Zertifikat" die jeweils 16-stündige Vortragsreihe "Tanzschul-Management".